# Orde van de Poolster
De Zweedse Orde van de Poolster (Zweeds: "Kungliga Nordstjärneorden") werd samen met de Serafijnenorde en de Orde van het Zwaard op 23 februari 1748 ingesteld door koning Frederik I van Zweden.

De orde beloonde vanaf die dag tot aan de hervorming van de Zweedse ridderorden in 1975  maatschappelijke, literaire en wetenschappelijke verdiensten. Ook plichtsgetrouwheid, het publiceren van geleerde en nuttige boeken en het stichten van nuttige instellingen werd met deze onderscheiding beloond. Sinds de hervorming van de orden is de orde binnen Zweden door een medaille vervangen en wordt zij alleen nog aan leden van de Zweedse koninklijke familie en vreemdelingen zoals diplomaten verleend.
In 2023 werd deze hervorming teruggedraaid waardoor ook Zweedse staatburgers de onderscheiding nu weer kunnen ontvangen.
Het motto van de orde is de toepasselijke Latijnse tekst "Nescit Occasum", wat met "zij gaat nooit onder" of "zij daalt niet" kan worden vertaald. Het verwijst naar de ambities van Zweden en naar de positie van de Poolster in het zenit van de Noordelijke sterrenhemel.
De Zweedse koning is de grootmeester van de orde die bij de stichting alleen ridders kende, maar op 14 oktober 1844 in drie graden en een medaille werd verdeeld.

## De graden van de orde
- De Commandeuren-Grootkruis

De commandeuren-grootkruis dragen een kleinood aan een keten of een lint over de rechterschouder en een zilveren ster op de linkerborst. Zweedse geestelijken konden deze onderscheiding alleen ontvangen wanneer zij een zeer verdienstelijk bisschop waren en al voor hun benoeming in dat ambt in een Zweedse ridderorde werden opgenomen. Deze geestelijken droegen wel hun ster, maar geen keten. Het kleinood droegen zij om de hals.
De Zweedse koning volgde in het vaststellen van deze wijze van dragen het voorbeeld van de Franse Orde van de Heilige Geest die acht geestelijken toeliet als commandeur. Deze geestelijken droegen hun versiersel aan een lint om de hals.
- De commandeurs der Eerste Klasse

Deze commandeurs, men zou ze grootofficieren kunnen noemen, dragen een zilveren ster waarvan de ruimte tussen de armen niet is ingevuld en een kleinood aan een lint om de hals.
- De commandeurs

Zweedse prinsen en de ridders in de Serafijnenorde zijn rechtens commandeurs van de Orde van de Poolster.
 
Daarnaast konden er 24 wereldlijke en 6 tot de geestelijke stand behorende commandeurs worden benoemd. Het aantal buitenlandse commandeurs werd in de statuten niet vastgelegd.
De commandeurs dragen een kleinood aan een lint om de hals. Aan deze graad is de titel "Froman" (Nederlands: "vertrouwde") verbonden. De commandeurs moesten eerst in een andere Zweedse orde zijn opgenomen.
- Ridder of lid der Eerste Klasse (Zweeds: "Ledamot")

De ridders en leden, dames en geestelijken kunnen volgens Zweeds gebruik geen ridder zijn, dragen een gouden kleinood aan een smal lint op de linkerborst.
- Ridder of lid der Tweede Klasse (Zweeds: "Ledamot")

Deze ridders en leden, dames en geestelijken kunnen volgens Zweeds gebruik geen ridder zijn, dragen een zilveren kleinood aan een smal lint op de linkerborst.
- De Poolstermedaille

Deze medaille wordt aan het lint van de orde gedragen op de linkerborst.

## De versierselen van de orde
- Het kleinood is een achtpuntig gouden of zilveren kruis van Malta met wit geëmailleerde armen. Op de acht punten zijn gouden ballen aangebracht. In de armen van het kruis rusten vier open gouden kronen. Het medaillon is donkerblauw met een witte vijfpuntige ster en  daarboven het motto in gouden letters. Als verhoging is een gouden ongevoerde beugelkroon aangebracht.

- De ster heeft het model van de kleinood, maar ze is van zilver. In het midden is een zilveren vijfpuntige ster bevestigd. Bij de commandeur-grootkruis is de ruimte tussen de armen gevuld met viermaal vijf afwisselend korte en lang zilveren stralen. Er zijn sterren met een oppervlak van briljantgeslepen zilveren facetten bekend, maar moderne sterren zijn glad gepolijst.

- De keten bestaat uit elf blauw geëmailleerde letters "F" en 12 wit geëmailleerde vijfpuntige gouden sterren. De schakels zijn met gouden kettinkjes verbonden. Andere bronnen spreken over tweemaal zeven schakels.

- Het lint was tot 1975 zwart. Zo "straalde" het witte kruis op een donkere ondergrond. Nu is het lint middenblauw met gouden biezen. De drie orden werden in de wandeling het "blauwe lint" (de Serafijnenorde), het "zwarte lint" (de Orde van de Poolster) en het "gele lint" (de Orde van het Zwaard) genoemd.

In 1987 is tijdens het Staatsbezoek van koningin Beatrix aan de koning en koningin van Zweden, aan de toenmalige major domo (hoofd interne dienst) Peter Beaujean het ridderschap tweede klasse verleend.
De Zweedse onderscheidingen werden van kostbare materialen zoals goud, verguld zilver en zilver vervaardigd en de hofjuweliers leverden zeer verfijnd uitgevoerde kruisen en sterren. De versierselen zijn dan ook zeer gezocht op de antiekmarkt.